# حزب القوة الشعبية (ماليزيا)
حزب القوة الشعبية هو حزب سياسي يقوم على المرحانية. وهي تؤيد إلغاء مؤسسة الصندوق الوطني للتعليم العالي واستبدالها بمنح دراسية تشمل مجموعات B40 وM40، فضلاً عن الرعاية الصحية المجانية والاستدامة البيئية و«تحرير الناس من قبضة الوسطاء ورأس المال العرقي».

## التاريخ
أسسها إسماعيل صبري يعقوب شقيق قمرالدين صبري يعقوب في 10 أكتوبر 2021.